# ألفرد دبليو. كرافين
ألفرد دبليو. كرافين (بالإنجليزية: Alfred Wingate Craven)‏ هو مهندس مدني ومهندس أمريكي، ولد في 20 أكتوبر 1810 في واشنطن العاصمة في الولايات المتحدة، وتوفي في 29 مارس 1879 في تشيسوك في المملكة المتحدة.